# Vatairea
Vatairea es un género de plantas con flores con diez especies perteneciente a la familia Fabaceae.

## Especies
- Vatairea erythrocarpa
- Vatairea fusca
- Vatairea guianensis
- Vatairea heteroptera
- Vatairea lundellii
- Vatairea macrocarpa
- Vatairea paraensis
- Vatairea sericea
- Vatairea surinamensis
- Vatairea trialata

## Sinonimia
- Vataireopsis Ducke